# Alice Grace Cook
Alice Grace Cook   (18 de febrer de 1887 - 27 de maig de 1958), coneguda com Grace Cook o com A. Grace Cook, fou una astrònoma britànica.
Es va unir a l'Associació Astronòmica Britànica l'any 1911 i va ser escollida membre de la Royal Astronomical Society l'any 1916, com a part del primer grup de dones becàries. Va ser reconeguda pels seus treballs en l'observació de meteorits, i també per l'observació de fenòmens a simple vista, com la llum zodiacal i les aurores.
Durant la Primera Guerra Mundial, Cook, junt amb Fiammetta Wilson, va encapçalar la Secció de Meteors de la Associació Astronòmica Britànica. Cook va observar cometes i noves de la Via Làctia i es trobava entre els descobridors de la nova V603 Aquilae l'any 1918. Aquest treball li va valer la beca Edward C. Pickering de l'Associació Maria Mitchell en 1920-1921. De 1921 a 1923, Cook fou directora de la Secció de Meteors de l'Associació Astronòmica Britànica. Amb Joseph Alfred Hardcastle, Cook va treballar per identificar i descriure 785 objectes del Nou Catàleg General en una sèrie de plaques fotogràfiques preses per John Franklin-Adams.
Els seus col·legues la recorden com una observadora hàbil i dedicada.

## Publicacions
- Cook, A Grace «Crepuscular Rays». Journal of the British Astronomical Association, vol. 22, 1, 10-1911, pàg. 48.
- Cook, A Grace «Extraordinary Meteor Display in 1876». Journal of the British Astronomical Association, vol. 24, 3, 12-1913, pàg. 168.
- Cook, A Grace «Light Rays in the Sky». The Observatory, vol. 37, 477, 8-1914, pàg. 324-325.
- Cook, A Grace «The 1914 Transit of Mercury». Journal of the British Astronomical Association, vol. 25, 2, 11-1914, pàg. 84-85.
- Cook, A Grace «Magnitudes of Meteors». The Observatory, vol. 38, 485, 3-1915, pàg. 136-142.
- Cook, A Grace «Meteor Reflections». Journal of the British Astronomical Association, vol. 25, 8, 6-1915, pàg. 392-393.
- Cook, A Grace «Twilight on Feb.3, 1916». Journal of the British Astronomical Association, vol. 26, 6, 3-1916, pàg. 247.
- Cook, A Grace; Wilson, Fiammetta «Report of the Observing Sections: Meteor Section». Journal of the British Astronomical Association, vol. 26, 8, 6-1916, pàg. 300-301.
- Cook, A Grace «An Anthelion». Journal of the British Astronomical Association, vol. 26, 8, 6-1916, pàg. 309.
- Cook, A Grace; Wilson, Fiammetta «Report of the Observing Sections: Meteor Section». Journal of the British Astronomical Association, vol. 27, 1, 10-1916, pàg. 34.
- Cook, A Grace; Wilson, Fiammetta «Reports of the Observing Sections: Meteor Section». Journal of the British Astronomical Association, vol. 27, 3, 1-1917, pàg. 108-112.
- Cook, A Grace; Wilson, Fiammetta «Reports of the Observing Sections: Meteor Section». Journal of the British Astronomical Association, vol. 27, 6, 4-1917, pàg. 186.
- Cook, A Grace; Wilson, Fiammetta «Reports of the Observing Sections: Meteor Section». Journal of the British Astronomical Association, vol. 28, 1, 10-1917, pàg. 19-21.
- Cook, A Grace; Blagg, Mary A «Appreciation of J A Hardcastle». Journal of the British Astronomical Association, vol. 28, 2, 12-1917, pàg. 71.
- Cook, A Grace; Wilson, Fiammetta «Coopération interalliée en astronomie météorique». Journal des Observateurs, vol. 2, 4, 1918, pàg. 41-42.
- Cook, A Grace; Wilson, Fiammetta «Reports of the Observing Sections: Interim Report of the Meteoric Section». Journal of the British Astronomical Association, vol. 28, 4, 2-1918, pàg. 116-123.
- Cook, A Grace; Wilson, Fiammetta «Meteoric Astronomy». The Observatory, vol. 41, 524, 3-1918, pàg. 127-129.
- Cook, A Grace «Lunar Rays». Journal of the British Astronomical Association, vol. 28, 7, 5-1918, pàg. 228.
- Cook, A Grace «Observations of Nova Aquilæ». Monthly Notices of the Royal Astronomical Society, vol. 78, 6-1918, pàg. 569.
- Cook, A Grace; Wilson, Fiammetta «Reports of the Observing Sections: Meteor Section». Journal of the British Astronomical Association, vol. 29, 1, 10-1918, pàg. 19-24.
- Cook, A Grace «Two Sunsets; Nacreous Clouds and a Sun Pillar». Journal of the British Astronomical Association, vol. 31, 2, 11-1920, pàg. 72-73.
- Cook, A Grace «Notes on the Meteor Showers of October and November». Popular Astronomy, vol. 29, 1921, pàg. 67-68.
- Cook, A Grace «Luminous Night Skies and Clouds: Terrestrial Ice Crystals a Possible Cause». The Observatory, vol. 44, 561, 2-1921, pàg. 50-52.
- Cook, A Grace «Elliptical Haloes». The Observatory, vol. 44, 570, 11-1921, pàg. 334-335.
- Cook, A Grace «Director of the Meteor Section». Journal of the British Astronomical Association, vol. 32, 4, 1-1922, pàg. 128-131.
- Cook, A Grace; Prentice, J P M «Notes on Unusual Haloes». The Observatory, vol. 45, 573, 2-1922, pàg. 47-51.
- Cook, A Grace; Prentice, J P M «Observations of the Meteors of the ε Arietid Radiant in 1921». Monthly Notices of the Royal Astronomical Society, vol. 82, 3-1922, pàg. 309.
- Cook, A Grace «The Radiant of the Orionids». The Observatory, vol. 46, 585, 2-1923, pàg. 49-51.
- Cook, A Grace «Observational Methods for Meteor Observers». Journal of the British Astronomical Association, vol. 33, 6, 3-1923, pàg. 235-237.
- Cook, A Grace «Section for the Observation of Meteors. Report of the Section, 1922». Memoirs of the British Astronomical Association, vol. 24, 1924, pàg. 49-82.
- Cook, A Grace «The Earth’s Shadow». Journal of the British Astronomical Association, vol. 36, 7, 5-1926, pàg. 260.
- Cook, A Grace «An Interesting Old Book». Journal of the British Astronomical Association, vol. 42, 7, 5-1932, pàg. 264.